# Suwejniszki
Suwejniszki (lit. Suvainiškis) – miasteczko na Litwie, położone w okręgu poniewieskim, w rejonie rakiszeckim, nad rzeką Nieretką. Miasteczko leży na granicy z Łotwą. Liczy 245 mieszkańców (2001).